# Фёдор Фёдорович (князь микулинский)
Фёдор Фёдорович (после 1391 — около 1463) — князь Микулинский с 1430, второй сын микулинского князя Фёдора Михайловича и Анны Фёдоровны Кошкиной.

## Биография
После смерти в 1430 году отца Фёдор вместе со старшим братом Александром получил Микулинский удел. Но неизвестно, как именно был разделён удел между ними.
Известно о Фёдоре очень мало. В летописях он не упоминается. Однако имя Фёдора встречается в ряде жалованных и договорных грамот. В жалованной грамоте, данной великим князем тверским Борисом Александровичем Отрочу монастырю Фёдор указан первым из удельных князей после великого князя. Также Фёдор упоминается среди других тверских князей в договорной грамоте князя Бориса Александровича Тверского с великим князем московским Василием II Васильевичем. По мнению А. В. Экземплярского эта грамота была дана между 1453 и 1461 годами.
Больше Фёдор не упоминается. Неизвестно, был ли он женат и имел ли он детей.